# The Civil Surface
The Civil Surface je třetí a poslední studiové album britské rockové skupiny Egg, vydané v roce 1974 u vydavatelství Caroline Records. Skupina se rozpadla v roce 1972 a v roce 1974 byla speciálně pro nahrání tohoto alba jednorázově obnovena. Nahráno bylo v srpnu 1974 v Saturn Studios ve Worthingu a jeho producenty jsou členové skupiny Egg.

## Seznam skladeb
Autory všech skladeb jsou Clive Brooks, Mont Campbell a Dave Stewart.
| Pořadí | Název                              | Délka |
| ------ | ---------------------------------- | ----- |
| 1.     | Germ Patrol                        | 8:31  |
| 2.     | Wind Quartet I                     | 2:20  |
| 3.     | Enneagram                          | 9:07  |
| 4.     | Prelude                            | 4:17  |
| 5.     | Wring Out the Ground (Loosely Now) | 8:11  |
| 6.     | Nearch                             | 3:22  |
| 7.     | Wind Quartet II                    | 4:48  |

## Obsazení
Egg
- Dave Stewart – varhany, klavír, baskytara
- Mont Campbell – baskytara, zpěv, francouzský roh, klavír
- Clive Brooks – bicí

Ostatní hudebníci
- Steve Hillage – kytara
- Lindsay Cooper – fagot, hoboj
- Tim Hodgkinson – klarinet
- Amanda Parsons – zpěv
- Ann Rosenthal – zpěv
- Barbara Gaskin – zpěv
- Maurice Cambridge – klarinet
- Stephen Solloway – flétna
- Chris Palmer – fagot